# کوت سید صالح
کوت سید صالح، روستایی در دهستان کوت عبدالله بخش مرکزی شهرستان کارون در استان خوزستان ایران است.

## جمعیت
بر پایه سرشماری عمومی نفوس و مسکن در سال ۱۳۹۵، جمعیت این روستا ۳٬۲۵۴ نفر (۸۷۳ خانوار) بوده است.